# Torneo Competencia 1964
El Torneo Competencia 1964 fue la vigesimacuarta edición del Torneo Competencia. Compitieron los doce equipos de Primera División. El campeón no se definió al terminar Nacional y Peñarol empatados en la primera posición. La forma de disputa fue de un torneo a una rueda todos contra todos.

## Posiciones
| Puesto | Equipo         | Pts | PJ | PG | PE | PP | GF | GC | Dif |
| ------ | -------------- | --- | -- | -- | -- | -- | -- | -- | --- |
| 1º     | Nacional       | 14  | 9  | 5  | 4  | 0  | 17 | 6  | 11  |
| 1º     | Peñarol        | 14  | 9  | 6  | 2  | 1  | 20 | 10 | 10  |
| 3º     | Defensor       | 11  | 9  | 5  | 1  | 3  | 15 | 14 | 1   |
| 4º     | Racing         | 10  | 9  | 4  | 2  | 3  | 13 | 13 | 0   |
| 5º     | Rampla Juniors | 9   | 9  | 3  | 3  | 3  | 17 | 14 | 3   |
| 6º     | Wanderers      | 8   | 9  | 1  | 6  | 2  | 11 | 13 | -2  |
| 7º     | Danubio        | 8   | 9  | 3  | 2  | 4  | 10 | 12 | -2  |
| 8º     | Sud América    | 8   | 9  | 2  | 4  | 3  | 10 | 12 | -2  |
| 9º     | Fénix          | 4   | 9  | 0  | 4  | 5  | 4  | 12 | -8  |
| 10º    | Cerro          | 4   | 9  | 1  | 2  | 6  | 9  | 20 | -11 |

## Resultados
| Peñarol        | 2-2 | Cerro     |
| Nacional       | 1-0 | Danubio   |
| Sud América    | 2-0 | Racing    |
| Defensor       | 1-0 | Fénix     |
| Rampla Juniors | 1-1 | Wanderers |

| Nacional       | 2-2 | Racing      |
| Danubio        | 1-0 | Fénix       |
| Wanderers      | 1-1 | Defensor    |
| Rampla Juniors | 5-1 | Cerro       |
| Peñarol        | 3-0 | Sud América |

| Peñarol     | 2-1 | Wanderers      |
| Danubio     | 3-1 | Cerro          |
| Nacional    | 2-1 | Rampla Juniors |
| Sud América | 1-1 | Fénix          |
| Defensor    | 4-1 | Racing         |

| Nacional  | 3-0 | Defensor       |
| Peñarol   | 3-0 | Fénix          |
| Wanderers | 0-0 | Sud América    |
| Danubio   | 1-1 | Rampla Juniors |
| Racing    | 1-0 | Cerro          |

| Peñarol  | 4-3 | Rampla Juniors |
| Nacional | 4-1 | Wanderers      |
| Cerro    | 3-0 | Defensor       |
| Racing   | 3-2 | Fénix          |
| Danubio  | 2-1 | Sud América    |

| Nacional       | 0-0 | Fénix       |
| Wanderers      | 3-1 | Cerro       |
| Rampla Juniors | 1-1 | Sud América |
| Racing         | 2-0 | Danubio     |
| Defensor       | 2-1 | Peñarol     |

| Racing    | 2-0 | Rampla Juniors |
| Defensor  | 4-2 | Sud América    |
| Wanderers | 0-0 | Fénix          |
| Peñarol   | 3-1 | Danubio        |
| Nacional  | 3-0 | Cerro          |

| Wanderers      | 2-2 | Racing   |
| Rampla Juniors | 2-0 | Fénix    |
| Defensor       | 1-0 | Danubio  |
| Sud América    | 2-0 | Cerro    |
| Peñarol        | 1-1 | Nacional |

| Nacional       | 1-1 | Sud América |
| Peñarol        | 1-0 | Racing      |
| Danubio        | 2-2 | Wanderers   |
| Rampla Juniors | 3-2 | Defensor    |
| Cerro          | 1-1 | Fénix       |